# Mig og dig (film fra 1969)
 For alternative betydninger, se Mig og dig. (Se også artikler, som begynder med Mig og dig)
Mig og dig (svensk titel: Mej och dej) er en dansk-svensk film fra 1969, skrevet af Dave Richardson og filmens instruktør Astrid Henning-Jensen.

## Medvirkende
- Lone Hertz
- Axel Strøbye
- Sven-Bertil Taube
- Vigga Bro
- Lars Lunøe
- Hans Christian Ægidius